# Omox biporos
Omox biporos är en fiskart som beskrevs av Springer 1972. Omox biporos ingår i släktet Omox och familjen Blenniidae. IUCN kategoriserar arten globalt som otillräckligt studerad. Inga underarter finns listade i Catalogue of Life.